# Banská Belá
Banská Belá (maďarsky Bélabánya , německy Dilln) je obec na Slovensku v okrese Banská Štiavnica. V roce 2012 zde žilo 1 234 obyvatel. První písemná zmínka o obci pochází z roku 1228.
V obci je římskokatolický kostel sv. Jana evangelisty z roku 1243, kostel Panny Marie Karmelské z roku 1708, kaple sv. Jana Nepomuckého z roku 1750, sv. Alžběty z roku 1892 a sv. Jiří z roku 1947.

## Etymologie názvu
Slovenský název Belá se odvozuje od potoka jménem Biela (dnes Starý potok) zmíněných v této podobě již v roce 1228. Osada, která na jeho březích vznikla, dostala obvyklý název Bana a pro odlišení od nedaleké Banské Štiavnice (také označované jako Bana) dostala přívlastek Bila Bana. Samotný název Bana (Důl) se vysvětloval jako výraz původně z řečtiny či latiny, kde se vztahuje na lázeňské zaklenuté stavby. Novější názory odvozují tento výraz od středoslovenského výrazu Ban – důl, tedy místo, kde se doluje ruda.

## Galerie

Banská Belá
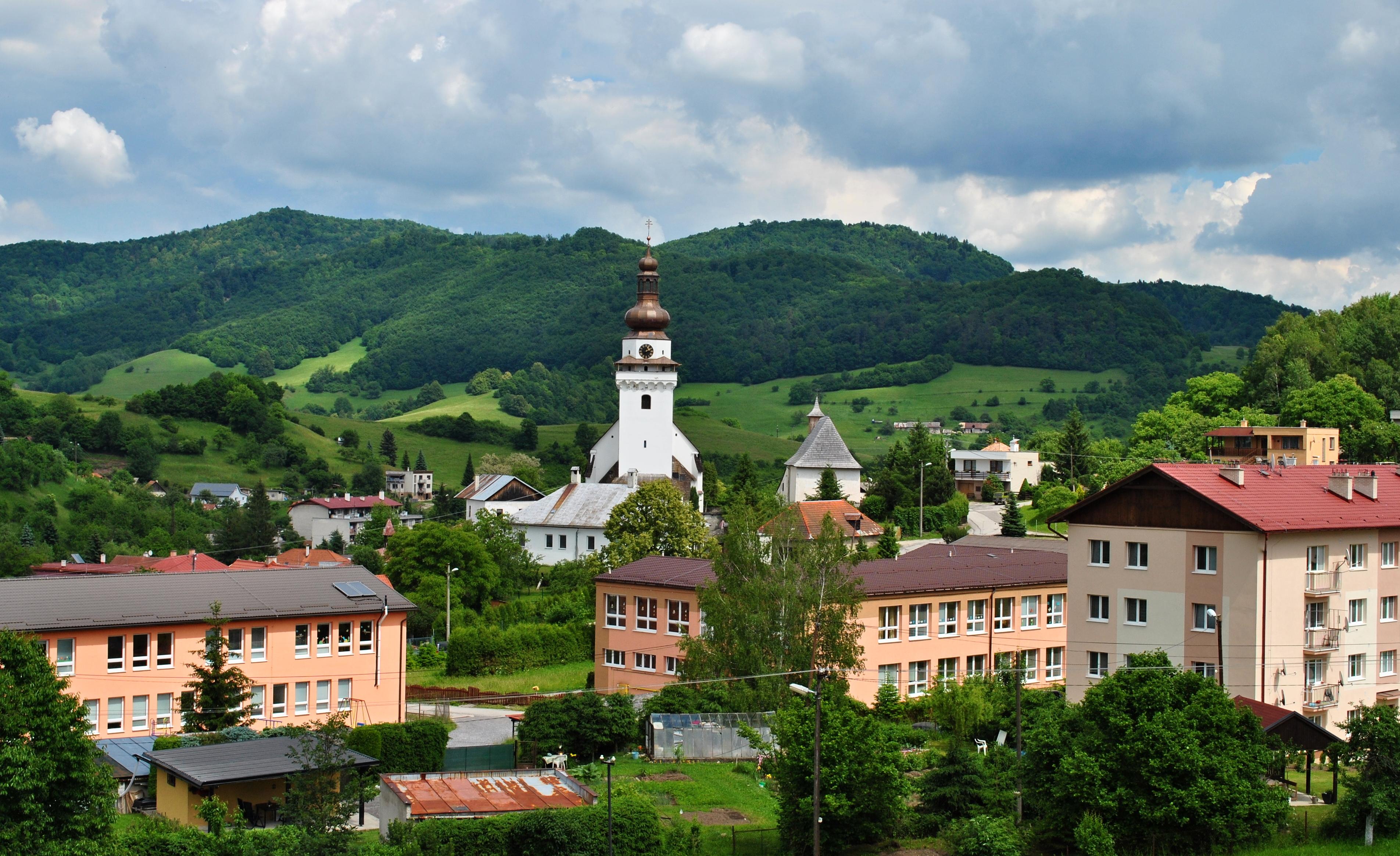
Pohled na město
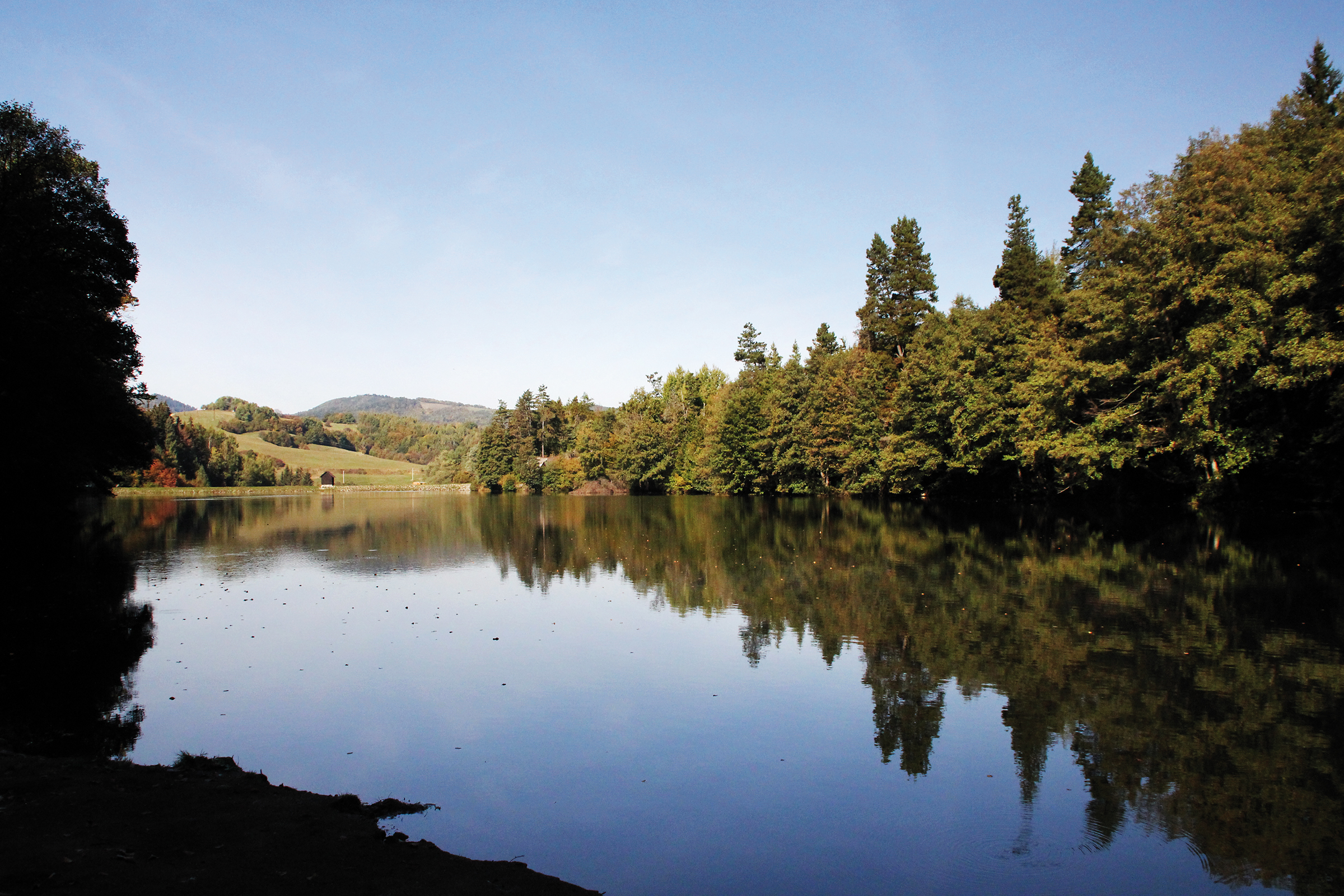
Vodní nádrž